# Destino (telenovela de 1990)
Destino é uma telenovela mexicana produzida por Carlos Sotomayor para a Televisa e exibida pelo Canal de las Estrellas entre 21 de maio e 30 de novembro de 1990. 
É uma adaptação da telenovela Mundos opuestos, produzida em 1976. 
Foi protagonizada por Lourdes Munguía e Juan Ferrara, antagonizada por Fernando Balzaretti e Saby Kamalich na primeira fase; e por Mariagna Prats na segunda.

## Enredo
Cecília é uma garota legal e tímida. Uma noite, depois de voltar do trabalho, Cecilia vê quando um homem salta de um edifício e cai morto aos seus pés. O corpo pertence ao filho do bilionário Claudio La Mora. Assim conhece Claudio e faz amizade com ele. Claudio sabe que seu falso amigo René está por trás da droga que levou seu filho ao suicídio. René odeia tanto Claudio que quer destruir toda a sua família, incluindo a caprichosa Monica , a mais nova dos de la Mora. 
Cecilia não tem tempo para essas maquinações, porque uma noite é atacada e estuprada por Esteban Camacho, um malvado vizinho obcecado por ela. Quando se encontra grávida, o nobre Claudio oferece seu apoio e nome para o filho que ela espera. Então, se casa com Cecilia Claudio e sem suspeitar entra em um mundo de seres intrigantes que procurá-la do caminho.

## Elenco
- Lourdes Munguía - Cecilia Jiménez
- Juan Ferrara - Claudio de la Mora
- Fernando Balzaretti - René Kamini
- Mariagna Prats - Cristina Palafox
- Saby Kamalich - Mercedes Villaseñor
- Marco Muñoz - Luis Jiménez
- Ana Colchero - Mónica de la Mora
- Fernando Ciangherotti - Sebastián Labastida
- Tomás Goros - José Alberto Alberti
- Beatriz Aguirre - Antonia "Toña"
- Tony Carbajal - Dr. Montoya
- Luis Cárdenas - Tte. Antonio Fernández
- Ivette Proal - Beatriz "Beba" Santander
- Pilar Escalante - Rosalinda "Rosy"
- Aurora Molina - Cata
- Martín Barraza - Esteban Camacho
- Fernanda Ruizos - Silvana
- Lili Blanco - Cecilia "Ceci" Fridman
- Gerardo Vigil - Alejandro
- Miguel Priego - Damián Villena
- Sergio Jurado - Lorenzo
- Jacqueline Munguía - Pamela
- Luis de Icaza - El Gordo
- Adriana Chapela - Magos
- María Teresa Guizar - Lucila
- Claudia Vega - Betty
- Tara Parra - Beatriz
- Erick Sánchez - José Pablo de la Mora Jiménez
- Karen Beatriz - Anita Jiménez de la Mora
- Rafael Sante - Pedro
- Lilian Notni - Paulina
- Juan Manuel Vilchis Sosa - Álvaro de la Mora
- Rafael Santa Desire
- Julio Ahuet - Alatorre
- Malena Castillo - Carmen
- Desirée Cantú - Fernanda
- Maya Mishalska - Odette Villatoro
- Fernando Camacho